# Іоанніс Касулідіс
Іоанніс Касулідіс (грец. Ιωάννης Κασουλίδης; нар. 10 серпня 1948, Нікосія, Кіпр) — кіпрський політик, член партії DISY, міністр закордонних справ Кіпру з 1997 до 2003, з 2013 до 2018, та з 2022 до 2023 рік. Депутат Європейського парламенту з 2004 до 2013. Він обіймав низку політичних посад на Кіпрі, у тому числі був членом Палати представників Кіпру з 1991 до 1993, прессекретарем уряду з 1993 до 1997.

## Освіта та кар'єра
Касулідіс вивчав медицину при Ліонському університеті. Очолив Федерацію студентської спілки з Кіпру у Франції, де був главою. Випустився з Ліонського університету у 1974 році з медичного департаменту. У 1981 році він починає працювати у лікарні в Лондоні, де спеціалізується на медіатрії. З 1981 до 1993 року він практикував медицину в Нікосії.
Іоанніс Касулідіс обіймав різні посади в Демократичному об'єднанні, наприклад, був головою молодіжної партії. 1991 року його обрали членом Палати представників Кіпру і в березні 1993 року Іоанніс був затверджений тодішнім президентом Глафкосом Клірідісом як представник уряду. Іоанніс обіймав цю посаду до квітня 1997 року, року коли його обрали Міністром закордонних справ. Іоанніс протримався на посаді Міністра закордонних справ до кінця терміну правління Клірідіса (до 2003 року). Будучи Міністром закордонних справ, Іоанніс переглянув процес інтеграції Кіпру в ЄС.
У червні 2004 року Іоанніса Касулідіса було обрано представником Кіпру в Європарламенті. Він був представником Комітету закордонних справ, а також сумісно працював у Комітеті Транспорту та Туризму. Окрім вищезазначеного, Іоанніс Касулідіс обіймав багато різних посад Комітету Європарламенту, у тому числі, керівну посаду в спеціальній делегації з прав людини в Західній Сахарі. Іоанніс був членом Бюро партії європейців до листопада 2007 року, коли він балотувався на посаду президента Кіпру.
Іоанніс Касулідес балотувався на пост президента Кіпру 2008 року. Він здобув перемогу у першому раунді, але програв у другому Деметрісу Хрістофіасу. Касулідес отримав 47 % голосів.
У червні 2009 року Іоанніс Касулідес був знову обраний членом Європейського парламенту. Його обрали заступником Голови Президії групи ЄНП в Європейському парламенті, де він був призначений керівником групи із закордонних справ.
Заснував консалтингову фірму «ДДК стратегії і зв'язків із громадськістю» 2003 року.

## Особисте життя
Іоанніс Касулідіс одружений з анестезіологом Емі Касоліду. Подружжя має одну доньку, Джоану. Джоана вільно говорить англійською, французькою та німецькою мовами. Іоанніс Касулідіс є співавтором книги Cyprus — EU: the Accession as I Witnessed It («Кіпр — ЄС: Приєднання як я бачив це»).